# Leptophlebia bradleyi
Leptophlebia bradleyi is een haft uit de familie Leptophlebiidae. De wetenschappelijke naam van de soort is voor het eerst geldig gepubliceerd in 1932 door Needham.
De soort komt voor in het Nearctisch gebied.